# Красинский, Исидор
Исидор Зенон Томаш Красинский (пол. Izydor Zenon Tomasz Korwin-Krasiński; 13 января 1774, с. Виксин близ Цеханува — 1840, Варшава) — польский и французский военачальник, русский генерал от инфантерии, участник ноябрьского восстания 1830 года, военный министр Национального правительства повстанцев.

## Биография
Представитель польского рода Красинских, герба Слеповрон.
На военной службе с 1789 года. Участник Русско-польской войны 1792 года. Во время сражения под Зеленцами, контуженный, оставил поле боя и дезертировал. Генерал Т. Костюшко, безуспешно, требовал отдать его под трибунал.
В следующем году на свои средства сформировал стрелковый батальон, которым командовал в чине майора. В апреле 1874 года, благодаря большому влиянию родственников, Костюшко назначил его командиром 18-го пехотного полка, и в том же месяце присвоил ему звание генерал-майора.
Участник сражения под Брестом в 1794 году, в ходе которого потерял артиллерийскую батарею. 20 сентября 1794 года, раненным, попал в плен русской армии.
В конце 1806 года в чине генерала бригады вступил в армию Варшавского герцогства, находившегося под протекторатом наполеоновской Франции и под эгидой саксонского короля.
Первоначально находился в свите Наполеона, позже — под командованием генерала И. Зайончека участвовал в походе на Москву 1812 года. Сначала командовал бригадой пехоты 17-й пехотной дивизии генерала Домбровского, с 18 августа 1812 года принял на себя командование 16-й пехотной дивизией наполеоновских войск вместо раненного И. Зайончека.
Сражался под Можайском, во время отступления в сражении при Березине взял на себя командование остатками разбитого 5-го (польского) корпуса армии Наполеона. 20 декабря привёл свою часть в Варшаву, сохранив все пушки и большинство знамён.
6 января 1813 года стал генералом дивизии.
В битве под Лейпцигом оказался в плену. Затем служил в армии Царства Польского Российской империи. Получил под своё командование 2-ю пехотную дивизию.
Прощённый российским императором, 3 сентября 1826 года получил звание генерала от инфантерии в армии Царства Польского Российской империи и был назначен командующим пехотными частями Царства Польского. В мае 1829 года отозван с должности и оставлен в армии a la suite.
После начала ноябрьского восстания с 4 декабря 1830 до 8 марта 1831 года исполнял обязанности военного министра в правительстве повстанцев. Не проявив должной решительности и инициативы, был освобождён с занимаемой должности.
После поражения восстания жил в ссылке в Вологде.
После ссылки вернулся в Варшаву, где и умер в 1840 году.
Награды
- Орден Святого Станислава 1-й степени (Царство Польское, 1815)[2]
- Орден «Virtuti Militari», кавалер (Царство Польское)[3]
- Орден «Virtuti Militari», золотой крест (Варшавское герцогство, 1813)[4]
- Орден Почётного легиона, кавалер (Французская империя, 1807)[3]
- Королевский орден Обеих Сицилий, кавалер (Неаполитанское королевство)[5]
- Орден Святого Владимира 2-й степени (Российская империя, 1819)[3]
- Орден Святой Анны 1-й степени с бриллиантами (Российская империя, 1826)[3][4]
- Знак отличия «XXV лет беспорочной службы» (Российская империя, 1830)[6]